# Fahree
Фахрі Ісмаїлов (азерб. Fəxri İsmayılov; нар. 10 квітня 1995), професійно відомий як Fahree — азербайджанський співак й автор пісень. Він представляв Азербайджан на Пісенному конкурсі Євробачення 2024 разом із Ількіном Довлатовим з піснею «Özünlə apar».

## Життєпис
Фахрі народився в 1995 році в Баку. Виховувався в артистичній родині: його батько був джазовим барабанщиком, а дідусь — актором. Сам Фахрі має ступінь бакалавра та магістра права. У розпал пандемії COVID-19 він більше присвятив себе музиці та здійснив дитячу мрію стати музикантом.

## Кар'єра
У 2022 році Фахрі випустив свій дебютний сингл — російськомовну пісню «Dance». Того ж року вийшов сингл азербайджанською «Apardı uzaqlara» (укр. «Занесло його далеко») у співпраці зі співачкою Мілою Мілерс.
У 2023 році вийшов третій сингл співака — «Yollar» (укр. «Дороги»), а згодом і ремікс на композицію від KHVN & DMTRS.
Наприкінці жовтня 2023 року İctimai Television (İTV) оголосили Фахрі одним із шістнадцяти виконавців шорт-листа азербайджанського внутрішнього відбору на Пісенний конкурс Євробачення 2024, а наступного тижня співак став одним із шести учасників, які пройшли до фінального етапу. 7 березня 2024 року Фахрі був оголошений представником Азербайджану на Євробаченні 2024. Дует виступав у першому півфіналі і не пройшов до фіналу Євробачення.